# Süd-Sulawesische Sprachen
Die Süd-Sulawesischen Sprachen bilden einen Zweig der malayo-polynesischen Sprachen innerhalb der austronesischen Sprachfamilie. Die Gruppe mit 27 Einzelsprachen wird von den Bugis, Makassaren, Toraja, Mandar und weiteren Völkern von Südsulawesi, Indonesien, gesprochen.

## Sprachen
- Bugis
  - Buginesisch: Buginesisch, Campalagian
  -  ? Tamanische Sprachen: Mbalo, Taman
- Makassar: Bentong, Konjo, Makassarisch, Selayar
- Seko: Budong-Budong–Panasuan, Seko
- Lemolang
- Nördlicher Zweig
  - Mamuju
  - Mandar
  - Masenrempulu: Malimpung–Maiwa, Duri, Enrekang
  - Pitu Ulunna Salu: Aralle-Tabulahan, Dakka, Pannei, Bambam, Ulumanda’
  - Toraja-Sa’dan: Kalumpang, Tae’, Toraja-Sa’dan, Talondo', Mamasa

Die Klassifizierung der Tamanischen Sprachen, gewöhnlich repräsentiert durch Mbalo (Maloh, Embalo), ist unklar. Sie blieben lange unklassifiziert, bis Adelaar und Himmelmann (2005) eine nähere Verwandtschaft mit dem Buginesischen annahmen.